# 上野衣子
上野 衣子（うえの きぬこ、旧姓：中村、1919年7月23日 - 2013年12月5日）は、日本のフィギュアスケート選手、フィギュアスケートコーチ兼国際スケート連盟公式審判員、日本スケート連盟審判部長。大阪市出身。神戸女学院大学卒。長女は同じくフィギュアスケート選手でのちに審判員となった平松純子（旧姓：上野）である。

## 経歴
稲田悦子、山下艶子と同じく永井康三に師事した。1934-1935年シーズンに行なわれた第6回全日本ジュニア選手権で優勝。1936-1937年シーズンの第8回全日本選手権と1937-1938年シーズンの第9回全日本選手権でともに稲田悦子、月岡芳子に次ぐ3位、1938-1939年シーズンの第10回全日本選手権で2位となった。しかし、1940年に開催が予定されていた札幌オリンピックは東京オリンピックとともに開催を返上、さらに戦争悪化により代替地での開催も中止となりオリンピック出場は果たせなかった。
戦後は、フィギュアスケートコーチとして活動した。
神戸フィギュアスケーティングクラブと神戸ポートアイランドフィギュアスケーティングクラブの設立に関わった。のちに国際スケート連盟の公認審判員となった。1972年札幌オリンピックではアシスタントレフェリーを、1980年レークプラシッドオリンピックでは審判員を務めた。神戸女子薬科大学の教授も務めた。
2013年12月5日、老衰のため死去。94歳没。

## 主な戦績
| 大会/年         | 1934-35 | 1935-36 | 1936-37 | 1937-38 | 1938-39 |
| --------------- | ------- | ------- | ------- | ------- | ------- |
| 全日本選手権    |         |         | 3       | 3       | 2       |
| 全日本Jr.選手権 | 1       |         |         |         |         |

## 著書
- フィギュアスケート: 図解コーチ（成美堂出版、1984年）ISBN 9784415004389